# Hydropsyche rhadamanthys
Hydropsyche rhadamanthys là một loài Trichoptera trong họ Hydropsychidae. Chúng phân bố ở miền Cổ bắc.